# Зелена партия на Аотеароа Нова Зеландия
Зелената партия на Аотеароа – Нова Зеландия (на английски: Green Party of Aotearoa New Zealand) е лявоцентристка зелена политическа партия в Нова Зеландия.
Основана е през 1990 година с обединението на няколко проекологични групи, като първоначално е част от лявата коалиция Алианс. За пръв път влиза самостоятелно в парламента през 1999 година. През 1999-2002 и 2005-2008 година зелените подкрепят правителствата на лейбъристите без да участват пряко в тях.
На изборите през 2011 година Зелената партия получава най-добрия резултат в своята история – 10,6% от гласовете, и се превръща в третата партия в Парламента.